# Gideon Sa'ar
Gideon Moshe Saar (hebreu: גִּדְעוֹן סַעַר‎) (Tel-Aviv - 9 de desembre de 1966) és un polític israelià que va ser membre de la Kenésset pel Likkud entre 2003 i 2014, ministre d'Educació i després ministre de l'Interior, del 2009 al 2014. El 2019 Sa'ar va tornar a la Kenésset i va optar sense èxit a la direcció del Likkud; va deixar la Knesset l'any següent després de fundar un nou partit anomenat Nova Esperança.

## Biografia
Gideon Moshe Zarechansky (més tard Sa'ar) va néixer a Tel-Aviv. La seva mare, Bruriah, és d'origen jueu de Bukharà, mentre que el seu pare, Shmuel, era un jueu argentí que va emigrar a Israel des de l'Argentina a mitjan anys seixanta. Té dos germans, un germà i una germana. El seu pare era metge. Sa'ar va créixer principalment a Tel-Aviv, però de petit va viure diversos anys a Mitzpé Ramon, on el seu pare treballava com a pediatre, i al kibutz Sedé Bóqer, on era el metge del kibutz. En aquell moment, Sedé Bóqer era la residència del primer ministre fundador d'Israel, David Ben-Gurion. El seu pare va estar sovint en contacte amb Ben-Gurion com a metge del kibutz, i el jove Gideon Sa'ar es va trobar amb Ben-Gurion diverses vegades quan acompanyava el seu pare a les visites a casa seva, durant les quals Ben-Gurion li va fer proves de geografia. Després de servir a les Forces de Defensa d'Israel com a sotsoficial d'intel·ligència de la brigada Golani, Sa'ar va estudiar ciències polítiques a la Universitat de Tel-Aviv i després va estudiar dret a la mateixa institució.
El maig de 2013, Sa'ar es va casar amb la presentadora de notícies israeliana Geula Even, amb qui té dos fills, David i Shira. Sa'ar té dos fills més, Alona i Daniela, de la seva primera dona Shelly, a més d'un net.

## Carrera política
Sa'ar va treballar com a ajudant del fiscal general entre 1995 i 1997, i després com a ajudant del fiscal de l' Estat fins al 1998. Sa'ar va ser nomenat secretari del gabinet el 1999 i de nou del 2001 al 2002 després que Ariel Xaron del Likkud guanyés unes eleccions especials per a primer ministre. A les eleccions de 2003 va obtenir un escó a la Kenésset a la llista del Likkud, i fou nomenat president del grup parlamentari i també president de la coalició. Es va oposar al pla de retirada unilateral d'Israel i va mirar d'aprovar un projecte de llei que exigia un referèndum sobre aquest tema.
Després de mantenir el seu escó a les eleccions del 2006, va ser nomenat nou president del grup i també va ser vicepresident de la Kenésset.
Mentre estava a la Kenésset, Sa'ar va proposar projectes de llei per empresonar empresaris que acomiadessin dones embarassades (va presidir el Comitè de la Condició de la Dona de la Kenésset) i per prohibir les proves de cosmètics en animals.
El desembre de 2008, Sa'ar va guanyar les primàries del Likkud per a la seva llista a les eleccions del 2009, cosa que li va donar el segon lloc de la llista després del líder Binyamin Netanyahu. Va mantenir el seu escó i va ser nomenat ministre d'Educació el 31 de març.
El 2012 va tornar guanyar les primàries per a la llista del Likkud i va entrar novament a la Kenésset.
El 17 setembre de 2014, Sa'ar va anunciar que renunciaria al seu càrrec abans de les properes eleccions però que seguiria sent membre del Likkud. Va abandonar la Knesset el 5 de novembre i va ser substituït per Leon Litinetsky .
El 3 d'abril de 2017, Sa'ar va anunciar el seu retorn a la política i la intenció de presentar-se a les properes primàries del Likkud. Va ser vist com un candidat potencial a la direcció del partit i, finalment, primer ministre.
Al setembre de 2017, The Jerusalem Post el va classificar en el cinquè lloc de la llista de "50 jueus més influents", i el va anomenar "hereu del tron del Likkud". Al setembre de 2018, va ocupar el lloc número 25 juntament amb els membres del Likkud Yisrael Katz i Gilad Erdan.
El desembre de 2020, Sa'ar va anunciar que deixaria el Likkud i formaria el seu propi partit, anomenat Nova Esperança. Va presentar la seva dimissió de la Knesset el 9 de desembre, tot i que no va entrar en vigor fins al cap de dos dies.

## Provatura d'optar a la direcció del Likkud
L'octubre de 2019, enmig de les converses de coalició, el primer ministre Netanyahu va indicar que estava considerant celebrar unes eleccions ràpides per al lideratge del partit. En un tuit concís, Sa'ar va respondre «Estic preparat». Després que Netanyahu decidís no celebrar unes eleccions al lideratge, Sa'ar va confirmar que es presentaria a les properes eleccions i donaria suport a Netanyahu fins aleshores.
El 24 de novembre de 2019, Sa'ar va demanar al Comitè Central del Likkud que programés unes eleccions pel lideratge del partit en un termini de dues setmanes, permetent al guanyador intentar formar un govern de coalició abans que es dissolgués la Knesset, la qual cosa provocaria noves eleccions a la Knesset, les terceres en un any. Després de la dissolució de la Kenésset i de les eleccions previstes per al 2 de març de 2020, es van convocar les eleccions per al lideratge del partit el 26 de desembre de 2019. Sa'ar va rebre l'aval d'alguns membres Likud de la Kenésset, inclòs Haim Katz, el poderós cap del comitè central del Likkud. Netanyahu va rebre el suport del ministre de Seguretat Pública, Gilad Erdan, mentre que el president de la Kenésset, Yuli Edelstein, va rebutjar donar suport a cap dels dos candidats.
Durant la campanya, la campanya de Netanyahu va atacar Sa'ar a Twitter dient que «s'ha alineat amb l'esquerra i els mitjans de comunicació per treure el primer ministre de la direcció de l'Estat». En una conferència de la setmana anterior, Sa'ar havia parlat en contra de la "il·lusió dels dos estats" i va criticar Netanyahu per oferir concessions territorials als palestins tot i que no estaven interessats en les converses de pau, dient: «A tot el món, les paraules "solució de dos estats" segueixen sent una mena de certificat d'acceptació. Us he de dir que no és una posició útil».
Com s'esperava, Netanyahu va guanyar àmpliament amb un 72,5% dels vots, mentre que ell 27,5% dels votants van donar suport a Sa'ar.

## Posició i opinions
Sa'ar s'oposa a una solució de dos estats, argumentant «No hi ha una solució de dos estats; hi ha com a màxim un eslògan de dos estats» i que seria «un error tornar a la idea d'establir un estat palestí a Judea i Samaria com a solució al conflicte». Ha expressat el seu suport a una solució a llarg termini que impliqui Jordània. Dona suport a l'annexió de Cisjordània, alhora que està disposat a donar suport a l'autonomia palestina en una federació amb Jordània.
Quan era adolescent, Saar es va unir al moviment ultranacionalista Tehiya que protestava per l'evacuació dels assentaments israelians a la península del Sinaí segons el tractat de pau de 1982 entre Israel i Egipte.